# Beinn Dubh (Islay)
Beinn Dubh (gälisch: schwarzer Berg) ist ein Berg auf der schottischen Hebrideninsel Islay. Die 267 m hohe Erhebung befindet sich in einer dünnbesiedelten Region im Nordosten der Insel nahe der Ostküste. Die nächstgelegenen Siedlungen sind Knocklearoch und Lossit im Nordwesten. Es ist angegeben, dass der Höhenzug, in dem sich der Beinn Dubh befindet, in einem Kilometer Entfernung aus Kalk besteht, sodass es nahe liegt, dass dies auch für den Beinn Dubh zutrifft.
Beinn Dubh ist nicht an das Straßennetz der Insel angeschlossen. Die nächstgelegene Straße ist ein einspuriger Weg, der die A846 bei Ballygrant mit der Gegend um Glenegedale verbindet. Von der Kuppe aus bietet sich ein Blick über den Islay-Sund auf die Nachbarinsel Jura mit den markanten Paps of Jura.

## Umgebung
Etwa einen Kilometer nördlich des Berges befinden sich die Überreste eines Duns, was auf eine frühe Besiedlung der Region hindeutet. Das ovalförmige Areal durchmisst 22–27 m und ist von einer durchschnittlich 2,5 m mächtigen Mauer aus Kalkstein umgeben. Direkt nördlich des Eingangsbereiches befindet sich ein Cairn aus neuerer Zeit. Mit Ausnahme der Grundmauern eines rechteckigen Gebäudes aus jüngerer Zeit und ohne historische Bedeutung weist das Areal keine besonderen Merkmale auf.